# Bulletin
Ein Bulletin [ˌbʏlˈtɛ̃] (französisch für „Bericht“, aus lateinisch bulla über altfranzösisch bullette) ist eine offizielle Verlautbarung.
Es kann von einer Regierung zu einem bestimmten Ereignis abgefasst werden oder ein offizieller Krankenbericht über eine Persönlichkeit des öffentlichen Lebens sein. Als Titel von Sitzungsberichten oder Zeitschriften wird dies ebenso verwendet.

## Beispiele
Beispiele für regelmäßige Bulletins sind die monatlichen Bulletins der Weltgesundheitsorganisation sowie die wöchentlichen Bulletins des Robert Koch-Instituts und des Bundesamts für Gesundheit.
Auch manche Tageszeitung heißt Bulletin, ebenso das offizielle Publikationsorgan des Schweizerischen Verbandes für Pferdesport oder das Monatsmagazin The Red Bulletin. In Australien gab es von 1880 bis 2008 das Magazin mit dem Namen The Bulletin.
Der englische Begriff Bulletin Board bedeutet Schwarzes Brett, und frühe Online-Plattformen vor dem World Wide Web wurden als Bulletin Board System bezeichnet.
In Frankreich gab (oder gibt) es offizielle Bulletins zum Gesundheitszustand des Staatspräsidenten (siehe auch Pompidous Tod).